# ゲーニッツ
ゲーニッツは、アニメ映画『さらば宇宙戦艦ヤマト 愛の戦士たち』とテレビアニメ『宇宙戦艦ヤマト2』およびそれらを原作としたPS用ゲーム『さらば宇宙戦艦ヤマト 愛の戦士たち』、リメイク作品であるアニメ映画『宇宙戦艦ヤマト2202 愛の戦士たち』の登場人物。声優は村越伊知郎（『2202』以外）、梅津秀行（『2202』）。

## キャラクター概要
白色彗星帝国の最高幹部の1人。遊動艦隊司令長官として、軍事の実権を握る。自らは戦場へおもむかず、常に大帝ズォーダーの側に控えており、サーベラーやラーゼラーと共に都市帝国の中央作戦室で侵略戦争の作戦計画・指揮に当たる。
容姿や性格は『さらば』と『ヤマト2』で異なっており、前者が口髭を生やしたおとなしい初老、後者が禿頭で大きな口髭を生やした頑固で古強者のようなキャラクターとなっている。

## 劇中での登場
さらば宇宙戦艦ヤマト 愛の戦士たち
遊動艦隊司令長官として配下にバルゼーとゴーランドの両提督を従えるという重要な役柄であったが、台詞があったのはサーベラーがラーゼラーを叱責する直前の場面と、デスラーがヤマトに敗れたことをズォーダーに報告する場面だけであり、艦隊司令として活躍するシーンはない。
宇宙戦艦ヤマト2
第1話から登場。軍務を統括しており、ズォーダーからの諮問や説明要請も多い。サーベラーとは権勢を巡っていがみ合う関係だが、頭が上がらない。第12話 - 第14話では、デスラーがヤマトに対する復讐に燃えるあまり帝国の戦略に狂いが生じることに焦燥し、本来は政敵であるはずのサーベラーの姦計に乗ってデスラーを逮捕・幽閉することに一役買うが、第18話でのデスラーの脱走によりズォーダーに事実が露見し、叱責される。第25話の帝国崩壊時にはサーベラーの独走を許した罪をズォーダーに問われ、彼女共々超巨大戦艦に乗艦させてもらえず、崩壊していく帝国へ置き去りにされる。なお、第12話・第13話でのみ役職が総参謀長となっている。

## PSゲーム版
PS版『さらば宇宙戦艦ヤマト 愛の戦士たち』にのみ登場。デザイン担当は増永計介で、『さらば』準拠の容姿となっている。
帝国の全艦隊を統括するものの、支配庁の許可無しに艦隊を移動させる権限も無く、支配庁長官兼総参謀長のサーベラーに呼び捨てにされ、支配庁宣伝軍事総議長のラーゼラーにすら威圧を受けるなど、立場の弱さが目立つ。
劇中ではストーリー10「アルデバラン宙域」から登場。ゴーランド艦隊壊滅の報告を受け、隷下の艦隊をヤマト攻撃のために派遣するエピソードが追加されている。『ヤマト2』ルートでは、最終ステージであるストーリー20「地球圏・対都市帝国戦」において、サーベラーと潜宙戦艦に乗って都市帝国から脱出するが、デスラーの攻撃を受けて死亡する。

## 宇宙戦艦ヤマト2202 愛の戦士たち
『さらば』『ヤマト2』のリメイクである本作では、帝星ガトランティスの最高位幕僚の1人で帝国機動艦隊総司令長官として登場。容姿は『さらば』準拠で、服装に鎧の要素が追加されている。
ズォーダーとの主従関係は最も古く、ガトランティス内での権勢は他に並ぶものはいないほど高い。しかし、サーベラーへの礼を絶やさないという設定になっている。
劇中では第1話から大帝玉座の間にて、他の最高位幕僚やバルゼーと共に1カットだけ小さく映る形で登場。第6話ではメーザー率いる第八機動艦隊が太陽系に到達したことをズォーダーに報告する。第18話では、波動砲艦隊を前に苦戦を強いられ、報告してきたバルゼーを見苦しいと一蹴し、「ガトランティスなら、戦って死ね」と叱責する。その後、遊星爆弾症候群の治療薬譲渡に関する通告や地球への降伏勧告などを行っている。最期は「ゴレム」の起動により、死亡する。